# 阿布南
阿布南（法語：Abbenans，法語發音：[abnɑ̃]）是法国杜省的一个市镇，属于贝桑松区。

## 地理
阿布南（47°30'0"N, 6°27'2"E）面积11.17 平方千米，位于法国勃艮第-弗朗什-孔泰大區杜省，该省份为法国东部内陆省份，北起上索恩省，西接汝拉省，东部及东南部与瑞士接壤，东北部与贝尔福地区省接壤。
与阿布南接壤的市镇（或旧市镇、城区）包括：莱马尼、于泽勒、法隆。

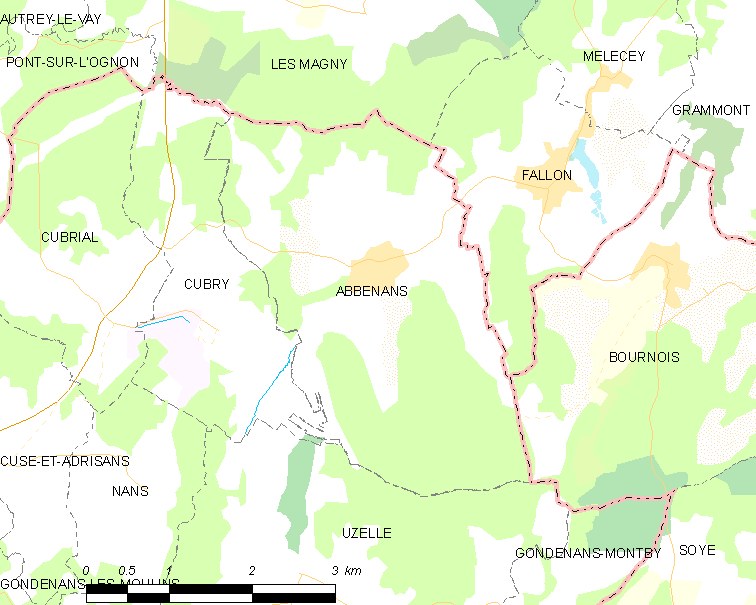
阿布南的OSM定位图

阿布南的时区为UTC+01:00、UTC+02:00（夏令时）。

## 行政
阿布南的邮政编码为25340，INSEE市镇编码为25003。

## 政治
阿布南所属的省级选区为博姆莱达姆县。

## 人口

1962-2008年间阿布南人口变化图示

阿布南于2022年1月1日时的人口数量为321人。